# Marco Antonio Gómez Alcantar
Marco Antonio Gómez Alcantar, (Ciudad de México, 1972), abogado mexicano, Consejero Electoral del Instituto Federal Electoral desde 2003. Diputado del PVEM LXIV Legislatura.
Es licenciado en derecho por la Universidad Anáhuac. Ha sido consultor jurídico privado de varias firmas extranjeras en derecho fiscal entre otras especialidades siendo asesor de Baker & McKenzie y de la firma de Arthur Andersen en la Ciudad de México desde 2002.
Ha escrito artículos para el periódico El Financiero.